# Momir Bulatović
Momir Bulatović (Beograd, 21. rujna 1956. – Kuči, 30. lipnja 2019.) je bivši predsjednik Crne Gore (1990. – 1998.) i Vlade Savezne Republike Jugoslavije (1998. – 2000.).

## Životopis
Diplomirao na Ekonomskom fakultetu u Podgorici i kasnije postao asistent na predmetu Politička ekonomija i stekao titulu magistra ekonomskih znanosti. 
Na političku scenu Crne Gore i SFRJ stupio je krajem 1980-ih kao pristaša velikosrpske ideje i politički istomišljenik Slobodana Miloševića u SR Crnoj Gori. Sa svojim političkim suradnicima Milom Đukanovićem i Svetozarom Marovićem tijekom 1989. godine preuzima kontrolu nad Savezom komunista Crne Gore koji s vremenom prerasta u Demokratsku Partiju Socijalista (DPS).
Tijekom 1996. godine dolazi u sukob s Đukanovićem i Marovićem koji se počinju distancirati od politike Miloševića kojeg Bulatović još uvijek podržava. 1998. godine ostaje usamljen u DPS-u kojeg ubrzo napušta.

## Velikosrpska agresija
Za vrijeme Domovinskog rata kao i rata u Bosni i Hercegovini glasno je podržavao velikosrpsku retoriku i propagirao prisvajanje dijelova Hrvatske (Dubrovnik) kao i BiH (Hercegovina) Crnoj Gori.
Državno odvjetništvo Republike Hrvatske nikada nije podiglo optužnicu protiv Bulatovića, kao niti crnogorski i međunarodni sudovi.